# Elijah Hewson
Elijah Hewson, właśc. Elijah Bob Patricius Guggi Q Hewson (ur. 17 sierpnia 1999 w Killiney) – irlandzki muzyk rockowy, występujący jako gitarzysta i wokalista zespołu Inhaler. Jest synem lidera U2 Bono i aktywistki Ali Hewson.

## Kariera
Gdy uczęszczał do St Andrew's College w Dublinie, spotkał się z Robertem Keatingiem i Ryanem McMahonem, z którymi w 2012 założył zespół. Po 3 latach, w 2015, jego nazwa została przemianowana na "Inhaler", nawiązując do astmy Elijaha. W tym samym czasie do grupy dołączył Josh Jenkinson. Do tej pory Hewson ze swoim zepołem wydał dwa albumy studyjne: It Won't Always Be Like This (2021) i Cuts & Bruises (2023). Oba odniosły sukces, zajmując kolejno 1. i 2. miejsce w UK Albums Chart.